# Pulo Lon/P.Dayah
Pulo Lon/P.Dayah is een bestuurslaag in het regentschap Pidie van de provincie Atjeh, Indonesië. Pulo Lon/P.Dayah telt 606 inwoners (volkstelling 2010).